# JVC Julianadorp
JVC Julianadorp is een voetbalclub uit Julianadorp, opgericht in 1921. De clubkleuren van JVC zijn blauw en zwart. De thuiswedstrijden worden in het Sportpark Julianadorp gespeeld. De club werd in 1923 toegelaten tot de Noordhollandsche Voetbalbond, waarin JVC in 1946 en 1956 tweemaal de Eerste klasse won. Het standaardelftal speelt in het seizoen 2025/26 in de Eerste klasse van de KNVB. 

## Geschiedenis

### Oprichting en de eerste jaren (1921-1923)
Vijf vrienden richtten op dinsdag 21 juni 1921 de 'Julianadorper Voetbal Club' op. De oprichters waren gemobiliseerd tijdens de Eerste Wereldoorlog, waar zij ieder als militairen tussen 1914 en 1918 in aanraking kwamen met het Britse voetbalspel. Omdat de heren ook in hun buurtschap Julianadorp de balsport wilden blijven beoefenen, richtten zij na hun terugkeer de voetbalvereniging op. In deze periode werden in de Kop van Noord-Holland heel veel voetbalclubs opgericht. De clubkleuren werden vastgesteld als een blauw shirt met zwarte strepen en een zwarte broek. Na enkele bijeenkomsten in een schuurtje achter het dorpscafé 'Prins Hendrik', namen mannen met meer bestuurlijke ervaring vervolgens zitting in het bestuur. Het waren de heren J. Blaauboer, K. Hoornsman en L. Tigchelaar.
Het eerste jaar werden er oefenwedstrijden gespeeld tegen clubs van de Westfriesche Voetbalbond. De eerste thuiswedstrijden werden gespeeld op een stuk grasland in de Koegraspolder aan de Van Foreestweg, maar de vele greppels belemmerde de voetballers zodanig dat er naar een andere plaats uitgekeken moest worden. Op 3 augustus 1922 sloot JVC zich aan bij de Noordhollandsche Voetbalbond (NHVB) en vond de club een nieuw geschikt speelveld op het grasland nabij zendingsgebouw De Ster der Hope, nabij de Schoolweg, dat de vereniging kon huren voor niet al te veel onkosten.

### Eerste bloeiperiode (1923-1948)

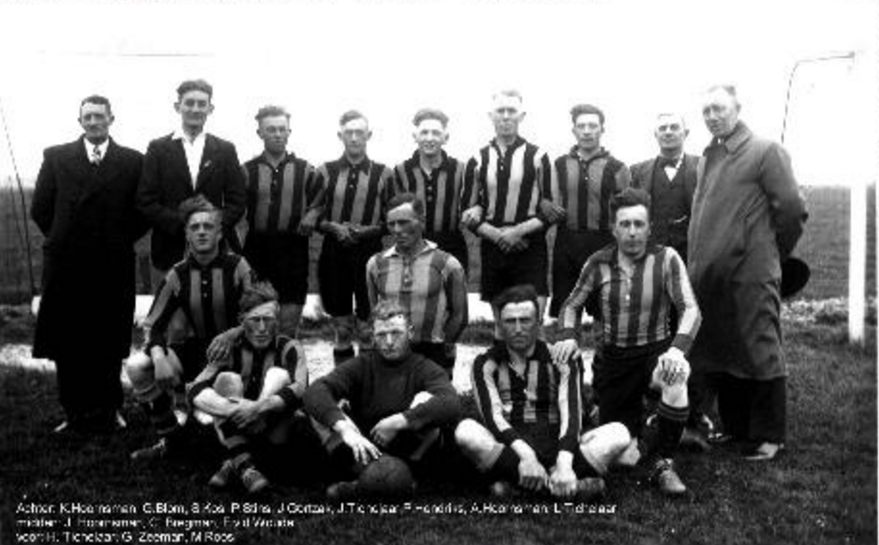
Elftalfoto van JVC voor het seizoen 1932/33.

Per ingang van het seizoen 1922/23 zou JVC onder auspiciën van de Noordhollandsche Voetbalbond beginnen in de Vijfde klasse, maar twee maanden later werden ze overgeplaatst naar de Vierde klasse. Van de 16 gespeelde wedstrijden werden er 8 gewonnen, 3 gelijk gespeeld en 5 verloren. Onder leiding van een ervaren bestuur breidde JVC zich steeds meer uit.
Na afloop van eerste seizoen heeft JVC in april 1923 seriewedstrijden uitgeschreven en een aantal clubs uitgenodigd hieraan deel te nemen. De tegenstander die JVC in de seriewedstrijden de grootste nederlaag toebracht, won een zilveren lauwertak. De bedoeling hiervan was om tegen hogere clubs uit te komen en zich met de ervaringen te verbeteren.
In het seizoen 1923/24, mocht JVC in de Tweede klasse uitkomen, hoewel de club soms nipt voldoende spelers bezat. In februari 1926 wist de Noordhollandsche Voetbalbond door financiële hulp de ontbinding van JVC te voorkomen. De Dorpers hadden de ambitie om gericht hogerop te komen in het Nederlands voetbalsysteem. Daartoe werden voetballers aangetrokken uit de wijken van Den Helder en de militaire spelers van de voetbalvereniging MLD. Met deze versterkingen werd JVC in 1933 kampioen en kon de Julianadorper voetbalclub de Eerste klasse bereiken, dat toentertijd het hoogste voetbalniveau van de afdeling Noord-Holland was. Van de 14 competitiewedstrijden uit het seizoen 1932/33 werden 11 wedstrijden gewonnen, 1 gelijk gespeeld en 2 verloren. Destijds was L. Tigchelaar de teamleider, een rol die destijds een voorloper was van de trainer. In 1937 degradeerde JVC, maar het seizoen erop in 1938 maakte ze dit ongedaan door kampioen te worden en te promoveren.
In het bekertoernooi om het Gouden Kruis in 1937/38, verloor JVC 4–0 in de halve finale van het sterkere tweede elftal van ZVV Zaandijk.
Voor het seizoen neemt het JVC-bestuur met de aanstelling van Dhr. H.Zuidema haar eerste hoofdtrainer aan. In het seizoen 1939/40 stond JVC met nog één wedstrijd te gaan op de derde plaats, maar kon de competitie niet meer afwerken in verband met de moeilijke reisgelegenheden nadat Duitsland inviel in Nederland op 10 mei 1940 en daarmee de Tweede Wereldoorlog inleidde. Tussen oktober 1941 en augustus 1945 werd de clubnaam op last van de Duitsers kortstondig gewijzigd naar Voetbalvereeniging Koegras. Na de bevrijding kreeg de club zijn oude naam weer terug en die heeft het sindsdien behouden. Na beëindiging van de oorlog, kon men het heugelijke feit memoreren dat er onder de leden van JVC gedurende de oorlogsjaren geen personen zijn gesneuveld, ondanks het verzetswerk van enkele leden en de aanwezigheid van onderduikers.

### Het tijdperk De Boer (1944-1964)

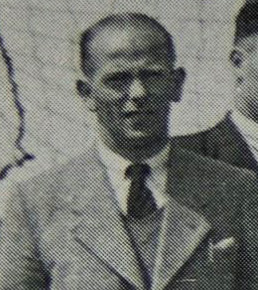
Barend de Boer, ruim 20 jaar in dienst als trainer bij de Blauw-zwarten.

In 1944 werd Barend de Boer aangesteld als trainer, nadat hij met het clubbestuur een contract overeenkwam waarin hij voor zijn diensten een rijwiel, vertering en 6,50 gulden kreeg. Nadat de voetbalactiviteiten in Noord-Holland eerst langdurig werden stilgelegd, was er omwille van de Tweede Wereldoorlog uiteindelijk geen competitie in het seizoen 1944/45. De verrichtingen van de nieuwe trainer leidden in het seizoen 1945/46 tot het kampioenschap. Na twee gewonnen promotie-degradatie wedstrijden tegen het Helderse VV Atlas, slaagde JVC er op 7 juli 1946 in om te promoveren naar de Vierde klasse van de KNVB, destijds het vierde niveau van het Nederlands voetbal. Belangrijke spelers uit die periode waren topschutter Piet Hoornsman en Ab Kater, die in de jaren 1940 als 15-jarige in het eerste elftal een basisplaats kreeg en die 25 jaar niet meer afstond. In het seizoen 1946/47 speelden de Blauw-zwarten in het rechterrijtje. Pas op de laatste speeldag wist JVC haar plaats voor het seizoen erop veilig te stellen en werd negende in het klassement. De basis was echter te smal om het verblijf op het vierde niveau lang vol te kunnen houden. Aan het eind van het seizoen 1947/48 verloor JVC de promotie-degradatie wedstrijden tegen BSV Bergen. Nadat meerdere Helderse spelers uit Julianadorp vertrokken, degradeerde JVC vervolgens tweemaal.
De oefenmeester Barend De Boer zag hoe de club steeds verder wegzakte, maar geloofde oprecht dat hij de situatie nog kon omkeren en slaagde erin de JVC'ers in zijn fanatisme mee te krijgen. In 1951 werd er beslag gelegd op het Gouden Kruis, de afdelingsbeker van de Noordhollandsche Voetbalbond. Deze prijs werd het seizoen erop in 1952 wederom gewonnen. In de finale werd met 5–0 afgerekend met WFC Wormerveer. In het seizoen 1950/51 werd ook het kampioenschap van de Tweede klasse NHVB behaald; met 2 punten voorsprong op LSVV. Na afloop van het succesvolle seizoen werd schutter Piet Hoornsman, die dat seizoen 50 doelpunten voor JVC maakte, in augustus opgeroepen voor het Noordhollands voetbalelftal, wat zich tussen dan en 1954 meerdere malen voorkwam. Ook linksbuiten Jan Blaauboer werd in maart 1954 geselecteerd voor het bondselftal van de NHVB.
In het seizoen 1955/56 werd JVC voor de tweede maal in haar historie kampioen van de Noord-Hollandse Eerste klasse, na een spannende strijd met VIOS-W, die uiteindelijk op doelsaldo gewonnen werd. In de hierop volgende promotiewedstrijden behaalden JVC en RKVV Zwaagdijk beiden drie punten, waarna promotie volgde. Tussen 1961 en 1964 werd JVC-doelman Lou van der Haag meerdere keren opgeroepen voor het Noordhollands elftal.
Met de promotie naar de competitie van de KNVB in 1956 ontsteeg JVC het spelpeil van Noord-Holland. JVC had er echter grote moeite mee om haar terrein geschikt te maken conform de door de KNVB gestelde eisen.
Voor de vereiste afmetingen van het speelveld moest de afrastering drie meter naar achteren worden gezet. Uitbreiding en een omheining maken was onmogelijk, wat aansluitend reden was om naar een andere locatie te zoeken. Het bestuur van JVC wendde zich tot het gemeentebestuur met de vraag een sportveld te overwegen in het uitbreidingsplan voor Julianadorp. Met hulp van de Gemeente Den Helder vond JVC nadien op 3 september 1960 in Sportpark Julianadorp een geschikt terrein. Hier wordt tot het heden nog op gespeeld.
De Boer werd de meest succesvolle trainer uit de geschiedenis van JVC. Tijdens zijn twintig jaar bij de club bereikte JVC goede posities in het afdelingsvoetbal en werden er vijf prijzen gewonnen. In het seizoen 1963/64 werd er echter van de twintig wedstrijden tien verloren, waardoor JVC laatste in de competitie werd en vervolgens degradeerde naar de Tweede klasse van de NHVB. Na dat teleurstellende seizoen stopte De Boer in 1964 als hoofdtrainer na een twintig jaar dienstverband.

### Wisselvallige periode (1964-1986)
In 1964 werd bekend dat Anton van der Zwet de opvolger van Barend de Boer zou worden. Op 21 juni 1971 vierde JVC haar 50-jarig bestaan. Trainer Van der Zwet werd opgevolgd door Herman den Hollander, die in het seizoen 1973/74 vertrok hij naar SRC, maar in 1977 weer terugkeerde. Pas in 1978 kon een volgend kampioenschap gevierd worden met een bijbehorende promotie naar de Noord-Hollandse Eerste klasse. De jaren tachtig en negentig staan niet bol van voetbalsuccessen. Als dieptepunt zakte JVC in de jaren '80 af naar de Derde klasse van de NHVB. In het duel met SV Watervogels liet de oefenmeester Max van de Kerkhof in 1981 de 14-jarige Henk Kok bij het eerste elftal debuteren, die twee jaar later als spits een vaste basisplaats afdwong.
In het toernooi om het Helders gemeentekampioenschap van 1984 werd JVC in de eerste ronde uitgeschakeld. Hoewel de club uit Julianadorp de beste kansen kreeg en bij de rust nog met 0–1 voor stond, was het HFC Helder dat op eigen veld de 2–1 winst pakte. Doelman Ed de Wit verrichtte goed werk, maar moest zwichten voor twee strafschoppen.
Aan het eind van het seizoen 1983/84 nam JVC afscheid van oudgedienden Cees Oele en Han van Mullum. Oele had zo'n 500 wedstrijden voor de Blauw-zwarten gespeeld en doelman Van Mullum ongeveer 300. Ook het talent Edwin Ariesen vertrok, om niet veel later te spelen voor betaaldvoetbalclub Telstar in de Eerste Divisie.

### Helders gemeentekampioen en promoties (1987-1994)

Henk Kok, de topschutter aller tijden van JVC. Hij scoorde voor JVC 350 keer in 400 wedstrijden.

Met de aanwezigheid van de technisch begaafde middenvelders Ed Schop en Wim Oele en de spitsen Piet Oele en Henk Kok gold JVC in het seizoen 1986/87 als kampioenskandidaat in de Derde klasse. Tweemaal rekende koploper JVC af met achtervolger SV De Koog door zowel de thuiswedstrijd met 8–0 en de uitwedstrijd met 0–4 te winnen. Nadat JVC op 12 april 1987 ook met 9–1 van VV Dirkshorn won, betekende dat voor De Blauw-zwarten het kampioenschap in de Derde klasse, waarmee de club weer promotie wist te bewerkstelligen naar de Tweede klasse. Nadat de periodekampioen in de beslissingswedstrijd sportief had afgerekend met ZVV Zaanlandia, wist JVC in 1989 terug te keren naar de Eerste Klasse. JVC verloor de eerste beslissingswedstrijd in Julianadorp met 1–2 van Zaanlandia. In de returnwedstrijd in Zaandam bleef de eerste helft doelpuntloos en leken de De Zwartjes te promoveren, maar na rust maakte JVC een wonderbaarlijke ‘remontada’ en won met 1–5. Na de wedstrijd werden JVC-supporters en spelers aangevallen en ontstonden er ongeregeldheden, waarop zij vertrokken van Sportpark Oostzijderveld onder politiebegeleiding.
JVC heeft in 1988 tevens voor de eerste keer in de geschiedenis van de club het Helders voetbalkampioenschap gewonnen. Het gemeentekampioenschap begon in eigen huis met een 2–0 overwinning op favoriet HRC, waarin spits Henk Kok twee doelpunten voor zijn rekening nam. In de volgende ronde troffen de Julianadorpers een stug WGW, dat met 1-0 onderuit ging dankzij een treffer van JVC-aanvaller Piet Oele. In de finale op De Streepjesberg versloeg het blauw-zwarte gezelschap van trainer Wout Hufkens HFC Helder met 1–3. Henk Kok (twee keer) en Ruud Konijn tekenden voor de doelpunten. Hierop ging de Helderse kampioenstrofee mee naar Julianadorp.
In 1990/91 werd JVC samen met VV De Blokkers gedeeld tweede achter VV Callantsoog, dat verrassend met oud-international Hugo Hovenkamp in de gelederen boven zichzelf uitsteeg.
Als periodekampioen won JVC de beslissingswedstrijd tegen BSV Bergen, waardoor de club in 1992 promoveerde naar de Hoofdklasse.
In de eerste ronde van de strijd om het Helders voetbalkampioenschap werd JVC op 7 april 1993 met 0–3 uitgeschakeld door het vier klassen hoger spelende HRC.
Doelman Eric Terneu werd tegen het einde van het seizoen als enige JVC-speler opgeroepen voor het Helders elftal om mee te doen aan het Noordhollands Provinciekampioenschap.
In de zomer van 1993 werd voormalig HRC-speler Ruud van de Kerkhof aangesteld als hoofdtrainer van JVC, waar voor het seizoen 1993/94 ook de nodige mutaties in de selectie plaatsvonden. Vijf spelers van HFC Helder (Jack de Vries, Daan van Laar, Ben Kaart, Ed van Tillo en Willem Oele), twee van HCSC (Ton Groen en Gilles van Belzen) en een doelman van HRC (Danny Hondorp) kwamen de gelederen van JVC versterken. Tegen de komst van deze spelers stond het permanente vertrek van topschutter Piet Oele en een tijdelijk vertrek van vaste doelman Eric Terneu. Na een tegenvallend seizoen waarin JVC direct uit de Hoofdklasse degradeerde werd de samenwerking met Van de Kerkhof in 1994 al beëindigd.
Bij aanvang van het seizoen 1994/95 verraste de club met de aanstelling van de trainer David Loggie. Hoewel de doelstelling van het bestuur in dat seizoen een klassering was bij de eerste vier van de competitie, werd JVC derde en pakte eveneens een periodetitel, maar miste vervolgens in een zware nacompetitie nipt de promotie. In het seizoen 1995/96 had JVC volgens zijn Britse hoofdtrainer de beste spelers van de Eerste klasse en had de selectie fluitend kampioen kunnen zijn met wat meer concentratie, maar omdat de Julianadorpers punten verspeelden tegen mindere teams, konden zij AVV Andijk niet van de titel houden en werden de Blauw-zwarten tweede. Tijdens de vier jaren onder Loggie werd er winst geboekt in de jeugdafdeling, waar bleek dat met de doorstroming van de jeugd naar het eerste elftal, de betere voetballers bleven. De uitstroom van jonge spelers werd stopgezet, daar waar de voorgaande jaren de talentvolle jeugd weggeplukt werd door andere (Helderse) clubs.
In 1996 vierde JVC haar 75-jarige bestaan tegen Lucky Ajax, dat verscheen met onder meer de oud-profspelers Sjaak Swart, Gerrie Mühren, Tscheu La Ling, Keje Molenaar, Johnny Rep en Dick Schoenaker. De oud-Ajacieden wonnen de jubileumwedstrijd op zondag 2 juni met 0–5.
Doordat de Noordhollandsche Voetbalbond in 1996 werd opgeheven, ging JVC vanaf het seizoen 1996/97 verder in de Vijfde klasse van de KNVB. In het seizoen 1996/97 werd JVC al in augustus uitgeschakeld in de Noord-Hollandse beker door teleurstellend met 1–2 te verliezen van SV ZDH, dat twee klassen lager uitkwam. Na een dienstverband van vier jaar stapte Loggie op in 1998.
Ook de JVC-spits Henk Kok vertrok, nadat hij in dienst van het eerste elftal van JVC in ruim 400 wedstrijden zo'n 350 goals maakte.

### Tweede bloeiperiode (1999-2023)

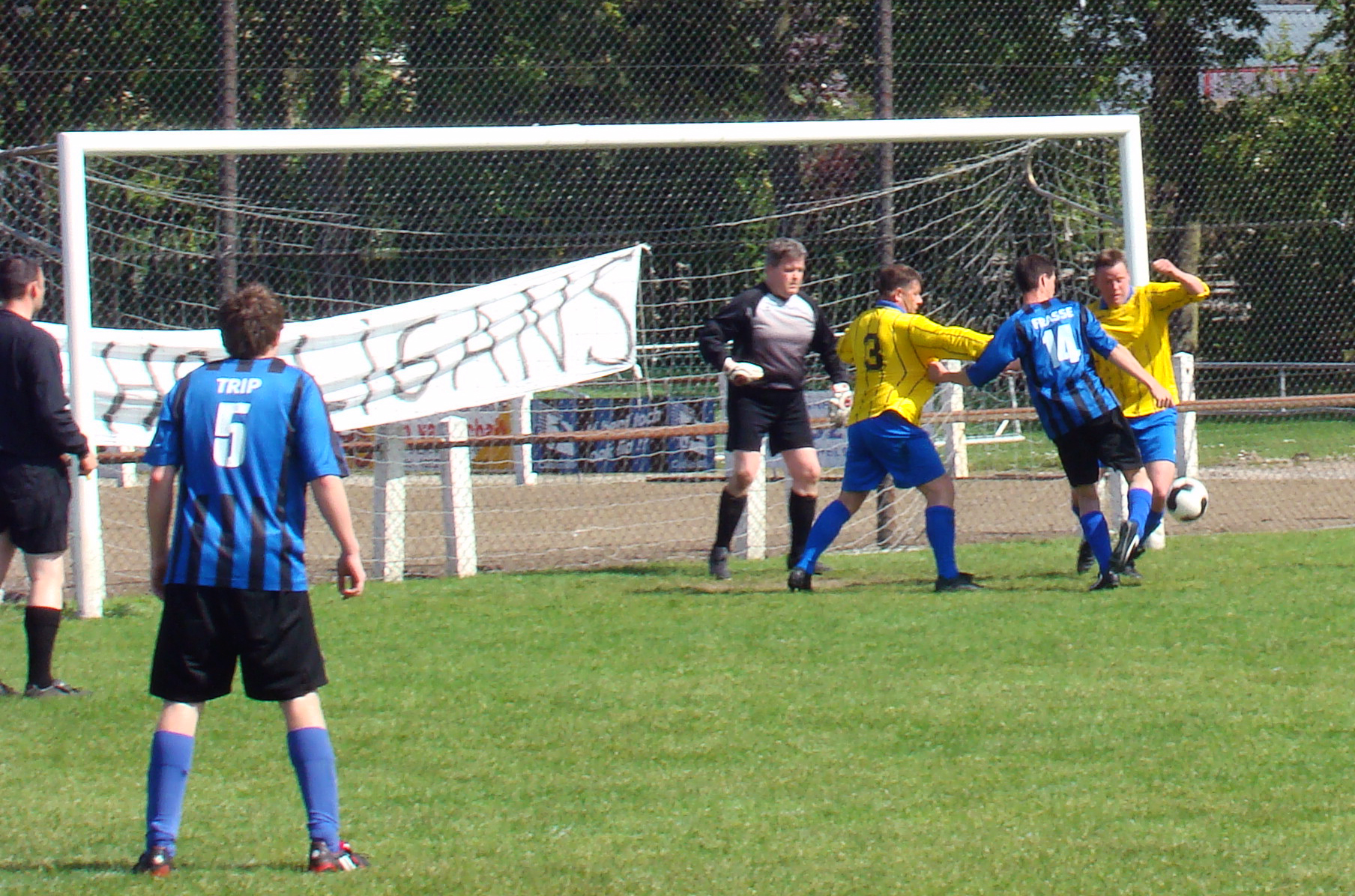
Voetbalwedstrijd van JVC (2009).

In het seizoen 2005/06 werd JVC kampioen, met een ruimschootse voorsprong op BSV Bergen, die tevergeefs met de voetballers Glenn Helder en Gert-Jan Duif in haar gelederen aantrad.
Op 19 mei 2009 verloor JVC de beslissingswedstrijd om het klassekampioenschap in 5A, er werd bij Z.A.P. met 0-1 verloren van BKC. De samenwerking met Roelof Vredeveld werd na afloop van het seizoen 2008/09 niet verlengd. Voormalig hoofd van de jeugdafdeling Jan Loew werd aangesteld als zijn opvolger. Onder zijn leiding werd JVC in het seizoen 2009/10 kampioen van de Vijfde klasse met een 12 punten voorsprong op achtervolger Con Zelo.
In 2011 vertrok trainer Jan Loew naar de Texelse club SV De Koog en werd opgevolgd door Ben de Visser, die eerder al eens succesvol was als hoofdtrainer van WGW. Na een nek-aan-nek-race om het kampioenschap van de Vierde klasse, werd voor het oog van een honderdtal supporters in een directe beslissingswedstrijd met 2–1 gewonnen van VV Texel '94, waardoor in 2013 eveneens de promotie naar de Derde klasse werd afgedwongen. Met een aantal van 51 doelpunten onderstreepte de JVC-spits Patrick Beens eveneens het succesvolle seizoen met de eerste plaats op de topscorersranglijst van de competitie. Het leverde de spits een gedeelde eerste plaats op als Topscorer van de Provincie Noord-Holland. Op 17 september 2013 speelde JVC een vriendschappelijke wedstrijd tegen het Tuvaluaans voetbalelftal. Deze wedstrijd werd nipt verloren met 1–2.
In het seizoen 2013/14 werd JVC in de derde ronde om de districtsbeker uitgeschakeld door de drievoudig landskampioen Koninklijke HFC (4–0 verlies), maar presteerde als nieuwkomer in de competitie naar behoren met de behaalde zesde plaats. De resultaten en teamspel van JVC werden ook in het Helders district opgemerkt: JVC was in 2015 met zes spelers (Jordi Bos, Jordy van Kesteren, Patrick Beens, Mark Dalmaijer, Kenneth van Oossanen en Mats van Kampen) voor het eerst — sinds het bestaan van deze selectie in 1907 — hofleverancier van het Helders elftal. Opmerkelijk was eveneens de komst van Joey Wolven, die SC Genemuiden uit de Derde divisie in de zomer van 2015 verruilde voor JVC. Om de Blauw-zwarten te versterken kwam ook de tweevoudig Curaçaos international Hairiks Jansen over van SV Hubentut Fortuna. Sindsdien beschikt JVC over een behoorlijke selectie en speelt ze in de subtop van de competitie, maar werden de verwachtingen van een promotie naar de Tweede klasse nog niet waargemaakt. Na de 3–0 overwinning in de gemeentederby tegen FC Den Helder gedurende het seizoen 2016/17 en een hogere plaats in de eindstand van de competitie, mag JVC zich tijdens het seizoen 2016/17 voor het eerst in haar clubgeschiedenis de beste club van de gemeente Den Helder in de Nederlandse voetbalpiramide noemen. De Julianadorpers werden het seizoen 2016/17 uiteindelijk derde, maar plaatsten zich als eerste periodekampioen voor de promotiewedstrijden tegen SVW '27, waarin alsnog promotie naar de Tweede klasse zou kunnen worden afgedwongen. Deze werd echter na een 2–1 winst en een 3–0 verlies misgelopen.
Voorafgaand aan het voetbalseizoen 2017/18 werd er tussen de clubs uit de gemeente Den Helder weer gestreden om het Helders voetbalkampioenschap. De Blauw-zwarten maakten vanaf het begin van het toernooi, door hun frisse manier van voetballen en van scoren op de aanwezigen een grote indruk en plaatsten zich door de zeges op HCSC (3–2), MSV Zeemacht (4–0) en een gelijkspel tegen FC Den Helder (1–1) direct voor de finale. In de finale tegen FC Den Helder kwam JVC tweemaal op voorsprong, via goals van Marchel La Croes en Nick Agthoven, maar uiteindelijk verloor de club de beslissingsstrijd met 2–3 en liep daarmee maar nipt het gemeentekampioenschap mis.
Het seizoen 2017/18 eindigde JVC op de twaalfde plaats, waardoor de Blauw-zwarten na afloop van een reguliere voetbalcompetitie een wedstrijd moest spelen tegen VV Schagen voor lijfsbehoud in de nacompetitie. Deze wedstrijd werd nog wel met 2–0 gewonnen, maar een week later verloor JVC op eigen veld met 2–6 de volgende nacompetitiewedstrijd van Hugo Boys, waardoor degradatie een feit werd. Eerder in februari 2018 stapte het voltallige bestuur van JVC op wegens verschil van inzicht met de voorzitter Maarten van Leenen. Bij afloop van het teleurstellende seizoen, stopten of vertrokken een groot aantal spelers, waardoor JVC met een sterk verjongd team in het seizoen 2018/19 weer in de Vierde klasse speelt. In het Helders gemeentekampioenschap van 2018 werd JVC derde na een 2–0 overwinning op MSV Zeemacht in de troostfinale. Na een roerige periode vanwege bestuurlijke perikelen, verving JVC in februari 2019 haar bestuur. Het vernieuwde elftal werd tweede in de competitie, maar promoveerde alsnog op 10 juni 2019 na een 3–0 overwinning tegen HSV Sport 1889 in de play-offs en keerde daarmee na een seizoen weer terug naar de Derde klasse.
Op 19 november zit het districtsbekeravontuur in het seizoen 2019/20 er voor JVC op, nadat de derdeklasser in de tweede ronde door onder meer twee tegendoelpunten van Milan Vissie met 3–0 werd uitgeschakeld door hoofdklasser HVV Hollandia. De competitie droeg een spannend karakter waarin JVC na 16 speelrondes (met één wedstrijd minder gespeeld) aan kop stond, een positie wat recht gaf op promotie naar de Tweede klasse. Op 12 maart 2020 werden vanwege de uitbraak in Nederland van het coronavirus alle Nederlandse voetbalwedstrijden tijdelijk opgeschort. Op 31 maart 2020 besloot de KNVB dat de competities van het amateurvoetbal niet meer werden hervat. Er werden geen kampioenen, promovendi of degradanten aangewezen, waardoor JVC als gevolg van de coronacrisis aanvankelijk opnieuw in dezelfde afdeling actief zou moeten blijven. Omdat er wegens fusies en het verdwijnen van clubs toch plaatsen vrij kwamen in de hogere regionen, diende het bestuur in april 2020 een verzoek in bij de KNVB om een klasse hoger te mogen uitkomen op basis van de prestaties in het voortijdig afgeblazen seizoen. Door proactief optreden van het bestuur werd het verzoek in mei 2020 door de Nederlandse voetbalbond goedgekeurd en kon JVC alsnog via een papieren promotie het daaropvolgende seizoen 2020/21 in de begeerde Tweede klasse spelen.
Na een samenwerking van negen seizoenen nam JVC afscheid van trainer Ben de Visser. Hij werd opgevolgd door Jitze Bosma, die overkwam van SV Spartanen. In de zomer van 2020 werden de maatregelen tijdens de coronacrisis in Nederland versoepeld en mocht men vanaf 1 juli weer contactsporten beoefenen en sportwedstrijden, zonder publiek, organiseren. Hoopvol richtte JVC zich op het nieuwe voetbalseizoen 2021/21 en werd de selectie onder meer versterkt met aanvaller Lars de Vries, die overkwam van DWOW. In de competitie werden vier competitiewedstrijden gespeeld, waarin JVC met 13 gemaakte doelpunten zeer voortvarend begon en, mede door 3 doelpunten van aanvaller Rick Schop, de derde plaats in de Tweede klasse bezetten. Nadat het aantal positief getesten in Nederland flink toenam, was het beoefenen van de voetbalsport voor amateurs vanaf oktober 2020 niet meer toegestaan. Nadat het kabinet in februari 2021 de maatregelen in de strijd tegen het coronavirus verlengde, besloot de KNVB de competities in het amateurvoetbal voor senioren vanwege de coronacrisis te beëindigen. Omdat de competities bij de eerste elftallen niet kunnen worden afgemaakt, wil de KNVB een Regiocup houden op het moment dat het spelen van wedstrijden weer is toegestaan.
Op 21 augustus 2021 won JVC het Helders voetbalkampioenschap door MSV Zeemacht in de finale met 3-0 te verslaan. In de districtsbeker speelde JVC op 20 september 2021 tegen voormalig landskampioen en Europcup-deelnemer DWS, dat aantrad met onder andere Milano Koenders. Mede door 4 doelpunten van Mees Clemens won JVC de bekerwedstrijd knap met 2–7. Het seizoen 2021/22 eindigde JVC op een zevende plaats na haar eerste volledige seizoen in de Tweede klasse.
Het seizoen 2022/23 in de Tweede klasse kende goede sportieve resultaten. Hoewel JVC tot de laatste speeldag nog in de race bleef om het kampioenschap, behaalde JVC met Jitze Bosma als hoofdtrainer de tweede plaats in de Tweede klasse, op één punt achter koploper VIOS-W, een nieuw hoogtepunt in de clubgeschiedenis. Omdat JVC ook gedurende het seizoen periodekampioen werd, kwalificeerde zij zich voor deelname aan de play-offs om een promotie naar de Eerste klasse. In de eerste kwalificatieronde werd de Amersfoortse club VV Hooglanderveen vrij eenvoudig met 6–0 verslagen. In de tweede kwalificatieronde van de play-offs troffen de Koegrassers de club HSV Heiloo, waar met 1–0 van gewonnen werd. In de halve finale werd er nipt met 1–0 gewonnen van de Amsterdamse club ZSGO/WMS, dat aantrad met de bekende middenvelder Dominique Kivuvu. JVC won de halve finale mede dankzij een rake vrije trap van Mees Clemens. Hierdoor plaatste JVC zich voor de finale van de play-offs. In deze beslissende wedstrijd om een plaats in de Eerste klasse, speelde JVC op 18 juni 2023 op een neutraal terrein in Breukelen, tegen de Noord-Brabantse club RKSV Mierlo-Hout. Op Sportpark Broekdijk-Oost werden de Blauw-zwarten vergezeld door de JVC-supporters, die met liefst drie volle supportersbussen met hun club waren meegereisd. JVC stond 4–3 voor, maar in de slotfase van de wedstrijd kwamen de Helmonders nog terug op een gelijkspel. Na een 4–4 eindstand, verloor JVC met 4–5 in de verlenging en liep daarmee de promotie naar de Eerste klasse op een haartje mis.
In augustus 2023 wist JVC zich te plaatsen voor de finale van het Helders kampioenschap, door FC Den Helder met 2–1 te verslaan. Ook in de finalewedstrijd tegen MSV Zeemacht bleek JVC met een 4–1 zege onbetwist de sterkste. De doelpunten werden gemaakt door Jordi Bos (twee keer), Rik Schop en Mees Clemens, waardoor JVC wederom het Helders kampioenschap aan haar prijzenkast kon toevoegen. Aan het eind van het seizoen 2023/2024 kwam er een eind aan de samenwerking tussen JVC en de trainer Jitze Bosma. De Amsterdamse hoofdtrainer Jordi van Beek werd aangesteld als zijn opvolger.
In augustus 2024 behaalde JVC wederom een finaleplaats in het Helders kampioenschap van 2024. Hierin trof het HCSC in de finale, dat stroef begon met een 1–1 ruststand. In de tweede helft verloor JVC zowel de regie als de finale en won HCSC uiteindelijk met 4–1.

## Erelijst

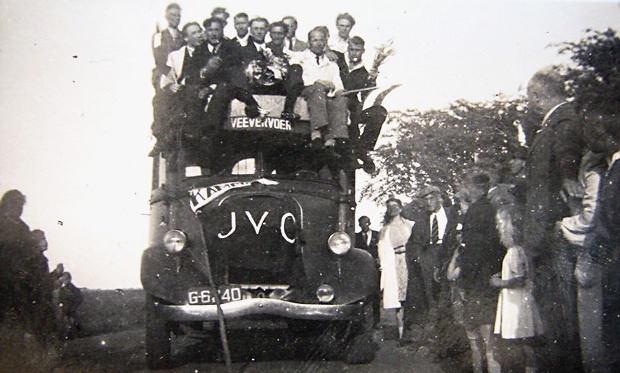
Triomftocht door Julianadorp van het kampioensteam in 1946.

| Competitie            | Winnaar | Winnaar                | Runner up | Runner up                                      |
| Competitie            | Aantal  | Jaren                  | Aantal    | Jaren                                          |
| --------------------- | ------- | ---------------------- | --------- | ---------------------------------------------- |
| Nationaal (KNVB)      |         |                        |           |                                                |
| Tweede klasse         | 1×      | 2025                   | 1×        | 2023                                           |
| Vierde klasse         | 1×      | 2013                   | 1×        | 2019                                           |
| Vijfde klasse         | 2×      | 2006, 2010             | 1×        | 2009                                           |
| Zesde klasse          | 1×      | 2002                   |           |                                                |
| Provinciaal (NHVB)    |         |                        |           |                                                |
| Gouden Kruis          | 2×      | 1951, 1952             |           |                                                |
| Eerste klasse         | 2×      | 1946, 1956             | 3×        | 1953, 1954, 1996                               |
| Tweede klasse         | 4×      | 1933, 1938, 1952, 1978 | 8×        | 1925, 1944, 1950, 1965, 1968, 1975, 1988, 1989 |
| Derde klasse          | 2×      | 1929, 1987             | 1×        | 1927                                           |
| Communaal (HVB)       |         |                        |           |                                                |
| Helders kampioenschap | 3×      | 1988, 2021, 2023       | 2×        | 2017, 2024                                     |

## Competitieresultaten 1923–2025
| 5D |

| 5 2D |

| 5 2E |

| 8 2E |

| 2 3C |

| 8 3D |

| 1 3D |

| 3 2D |

| 5 2D |

| 6 2D |

| 1 2D |

| 7 1C |

| 9 1D |

| 7 1D |

| 10 1D |

| 1 2G |

| 5 1D |

| 3 1E |

| 1E |

| 6 2G |

| 2E |

| 2 SG |

|  |

| 1 1C |

| 9 4A |

| 11 4A |

| 10 1C |

| 2? 2C |

| 2 2C |

| 1 2C |

| 2 1C |

| 2 1C |

| 5 1C |

| 1 1C |

| 9 4A |

| 8 4A |

| 12 4A |

| 7 1C |

| 7 1C |

| 7 1C |

| 10 1C |

| 11 1C |

| 2 2C |

| 4 2C |

| 7 2C |

| 2 2B |

| 6 2C |

| 9 2A |

| 8 2A |

| 6 2B |

| 4 2A |

| 6 2B |

| 2 2B |

| 3 2A |

| 4 2A |

| 1 2B |

| 7 1A |

| 5 1A |

| 7 1A |

| 9 1A |

| 4 1A |

| 3 1A |

| 12 1A |

| 10 2A |

| 1 3A |

| 2 2A |

| 2 2A |

| 6 1A |

| 3 1A |

|  |

| 4 |

| 12 |

| 3 1B |

| 2? 1B |

| 3 6A |

| 7 6A |

| 11 6A |

| 11 6A |

| 3 7A |

| 1 6A |

| 6 5A |

| 6 5B |

| 6 5A |

| 1 5A |

| 12 4A |

| 7 5A |

| 2 5A |

| 1 5A |

| 7 4A |

| 6 4A |

| 1 4A |

| 6 3A |

| 5 3A |

| 7 3A |

| 3 3A |

| 12 3A |

| 2 4A |

| X 3A |

| X 2A |

| 7 2A |

| 2 2A |

| 8 2A |

| 1 2A |

|  |

| Eerste klasse    | Tweede klasse      | Derde klasse       | Vierde klasse     | Vijfde klasse      | Zesde klasse | Zevende klasse |
| Hoofdklasse NHVB | Eerste klasse NHVB | Tweede klasse NHVB | Derde klasse NHVB | Vierde klasse NHVB |              |                |

In elke staaf van de grafiek staat van boven naar beneden vermeld: 
- Eindnotering

Dit is de positie die de club heeft bereikt in de competitie, zonder eventuele beslissings-, play-off- of nacompetitiewedstrijden die nodig zijn geweest om bijvoorbeeld de kampioen van de competitie te bepalen.
Indien een * achter het getal staat is de notering een tussenstand en kan het zijn dat de notering niet overeenkomt met de uiteindelijke eindstand van de competitie.
Staat er een - dan is het seizoen nog bezig en is er geen definitieve uitslag bekend.
Staat er xx op de positie van de notering, dan heeft de club vroegtijdig de competitie verlaten. Dit kan onder andere komen door terugtrekking van het team, faillissement van de club of door een uitgedeelde straf van de KNVB. In veel gevallen staat elders in het artikel de reden vermeld.
Staat er een ? dan is het resultaat uit het verleden onbekend, en is alleen de competitie of het niveau bekend van dat seizoen.
In de seizoenen 2019/20 en 2020/21 werd wegens de coronacrisis het amateurvoetbal afgebroken. Daardoor kennen deze staven geen eindklassering (middels -- weergegeven).
- Competitieniveau en afdelingsletter of Officiële eindstand Eredivisie
  - Competitieniveau en afdelingsletter

Hierbij geeft het getal het niveau weer, dat ook terug te vinden is in de legenda. De letter is de afdelingsaanduiding en wordt gebruikt wanneer er meer afdelingen zijn op hetzelfde niveau. De afdelingsletter is altijd een hoofdletter en wordt meestal zonder nummer gebruikt.
Voorbeeld: 2F is niveau 2e klasse competitie F.
Het competitieniveau en nummer wordt niet vermeld wanneer er slechts één competitie van dit niveau was.
  - Officiële eindstand Eredivisie (getal staat tussen haakjes vermeld)

Sinds de introductie van play-offwedstrijden voor Europees voetbal na afloop van de reguliere competitie in 2005/06, is de KNVB verplicht een eindstand van de Eredivisie door te geven aan de UEFA aan de hand van deze play-offwedstrijden.
Bij deze eindstand staan clubs die zich hebben gekwalificeerd voor Europees voetbal hoger dan clubs die zich niet wisten te kwalificeren. Indien er geen verschil was tussen de eindnotering en de officiële eindstand, staat dit getal niet vermeld.

- Onderafdeling

Hier staat afgekort de naam van de onderafdeling indien de club in dat jaar in een onderafdeling uitkwam. Tevens staat deze afkorting in de legenda en wordt gelinkt naar het artikel over deze onderafdeling. Deze afkorting wordt alleen vermeld wanneer de club in het verleden in verschillende onderafdelingen heeft gespeeld. Deze vermelding is in de staaf altijd in kleine letters. Deze onderafdelingen zijn na het seizoen 1995/96 afgeschaft. Heeft de club in slechts één onderafdeling gespeeld, dan is dit alleen terug te vinden in de legenda.
Onder de staaf staat het jaartal vermeld waarin het seizoen is afgesloten. 15 verwijst naar het seizoen 2014/15 of eventueel het seizoen 1914/15.
Wanneer een staaf leeg is, zijn deze gegevens niet bekend. Het kan ook zijn dat de club dat seizoen niet heeft meegespeeld op het hogere amateurniveau, vroegtijdig de competitie heeft verlaten of uit de competitie is gezet.

In het seizoen 1944/45 was er wegens de Tweede Wereldoorlog geen regulier competitievoetbal.

## Overige elftallen

### Vrouwenvoetbal
De vrouwentak wordt ook vertegenwoordigd. Het dameselftal komt in het seizoen 2017/18 uit in de Vierde klasse van het vrouwenvoetbal. In de jeugdafdeling boekte het meisjes C1-team anno 2014 goede resultaten in de Hoofdklasse A en stond voor de tweede achtereenvolgende keer in de finale om de KNVB Districtsbeker West I, die ditmaal op 17 mei 2014 wel met 4-1 van SV Houten gewonnen werd. In 2016 heeft de KNVB besloten om de aanduiding C1 te hernoemen naar MO15. In het seizoen 2017/18 werd het MO15-team van JVC kampioen van de Eerste klasse.
De vrouwentak werd opgericht in de jaren tachtig. In 1982/83 werd het vrouwenelftal van JVC tweede achter VIOS-W, maar met 7 punten voorsprong op HRC. In het seizoen 1990/1991 werd het kampioenschap binnengehaald van de regionale Hoofdklasse van de KNVB en promoveerde JVC naar de Interregionale Klasse. In het seizoen 2017/18 behaalden de vrouwen het kampioenschap van de Vierde klasse, met vier punten voorsprong op de achtervolger VV Grasshoppers. Ook bereikten zij datzelfde seizoen de finale van de KNVB districtsbeker, waarin met 2-1 verloren werd van ZVV Zaandijk. In het seizoen 2019/20 werd de competitie door de Coronacrisis in Nederland afgebroken. JVC stond destijds bij onderbreking op de dertiende en daarmee laatste plaats.
De voetbalsters van JVC 1 zijn in het seizoen 2023/24 kampioen geworden in de vierde klasse zaterdag, waardoor zij promoveerden naar de Derde klasse.
Een speelster die voortkomt uit de vrouwenafdeling van JVC, Pien van Kampen, ging in 2017 naar de Verenigde Staten. Ze speelde bij de 'Running Eagles', het universiteitsteam van Life University. In 2018 maakte ze de overstap naar Young Harris College, die uitkomt in de Peach Belt Conference in de NCAA Division II. In 2021 studeerde zij af en vervolgde haar voetbalcarrière bij studenten voetbalvereniging Odysseus ‘91 in Utrecht.
Een andere speelster uit de jeugdafdeling van de vrouwentak is Veerle van der Most, die namens AZ Alkmaar uitkwam in de Vrouwen Eredivisie. 
In 2022 stapte Suus van der Weide van JVC JO-17 over naar AFC Ajax.

#### Competitieresultaten
| 2 3A |

|  |

| 1 RH |

|  |

| 4A |

| 1 4A |

| 2 3A |

|  |

| 1 4A |

| 8 3A |

| 3A |

| Hoofdklasse KNVB   | Eerste klasse KNVB | Tweede klasse KNVB | Derde klasse KNVB | Vierde klasse KNVB |
| Eerste klasse NHVB | Tweede klasse NHVB | Derde klasse NHVB  |                   |                    |

In elke staaf van de grafiek staat van boven naar beneden vermeld: 
- Eindnotering

Dit is de positie die de club heeft bereikt in de competitie, zonder eventuele beslissings-, play-off- of nacompetitiewedstrijden die nodig zijn geweest om bijvoorbeeld de kampioen van de competitie te bepalen.
Indien een * achter het getal staat is de notering een tussenstand en kan het zijn dat de notering niet overeenkomt met de uiteindelijke eindstand van de competitie.
Staat er een - dan is het seizoen nog bezig en is er geen definitieve uitslag bekend.
Staat er xx op de positie van de notering, dan heeft de club vroegtijdig de competitie verlaten. Dit kan onder andere komen door terugtrekking van het team, faillissement van de club of door een uitgedeelde straf van de KNVB. In veel gevallen staat elders in het artikel de reden vermeld.
Staat er een ? dan is het resultaat uit het verleden onbekend, en is alleen de competitie of het niveau bekend van dat seizoen.
In de seizoenen 2019/20 en 2020/21 werd wegens de coronacrisis het amateurvoetbal afgebroken. Daardoor kennen deze staven geen eindklassering (middels -- weergegeven).
- Competitieniveau en afdelingsletter of Officiële eindstand Eredivisie
  - Competitieniveau en afdelingsletter

Hierbij geeft het getal het niveau weer, dat ook terug te vinden is in de legenda. De letter is de afdelingsaanduiding en wordt gebruikt wanneer er meer afdelingen zijn op hetzelfde niveau. De afdelingsletter is altijd een hoofdletter en wordt meestal zonder nummer gebruikt.
Voorbeeld: 2F is niveau 2e klasse competitie F.
Het competitieniveau en nummer wordt niet vermeld wanneer er slechts één competitie van dit niveau was.
  - Officiële eindstand Eredivisie (getal staat tussen haakjes vermeld)

Sinds de introductie van play-offwedstrijden voor Europees voetbal na afloop van de reguliere competitie in 2005/06, is de KNVB verplicht een eindstand van de Eredivisie door te geven aan de UEFA aan de hand van deze play-offwedstrijden.
Bij deze eindstand staan clubs die zich hebben gekwalificeerd voor Europees voetbal hoger dan clubs die zich niet wisten te kwalificeren. Indien er geen verschil was tussen de eindnotering en de officiële eindstand, staat dit getal niet vermeld.

- Onderafdeling

Hier staat afgekort de naam van de onderafdeling indien de club in dat jaar in een onderafdeling uitkwam. Tevens staat deze afkorting in de legenda en wordt gelinkt naar het artikel over deze onderafdeling. Deze afkorting wordt alleen vermeld wanneer de club in het verleden in verschillende onderafdelingen heeft gespeeld. Deze vermelding is in de staaf altijd in kleine letters. Deze onderafdelingen zijn na het seizoen 1995/96 afgeschaft. Heeft de club in slechts één onderafdeling gespeeld, dan is dit alleen terug te vinden in de legenda.
Onder de staaf staat het jaartal vermeld waarin het seizoen is afgesloten. 15 verwijst naar het seizoen 2014/15 of eventueel het seizoen 1914/15.
Wanneer een staaf leeg is, zijn deze gegevens niet bekend. Het kan ook zijn dat de club dat seizoen niet heeft meegespeeld op het hogere amateurniveau, vroegtijdig de competitie heeft verlaten of uit de competitie is gezet.

In het seizoen 1944/45 was er wegens de Tweede Wereldoorlog geen regulier competitievoetbal.

#### Erelijst vrouwen
- Kampioenschap KNVB Regionale Hoofdklasse: 1991
- Kampioenschap KNVB Vierde klasse: 2018, 2024
- Finalist KNVB districtsbeker: 2018

### Beloftenelftal

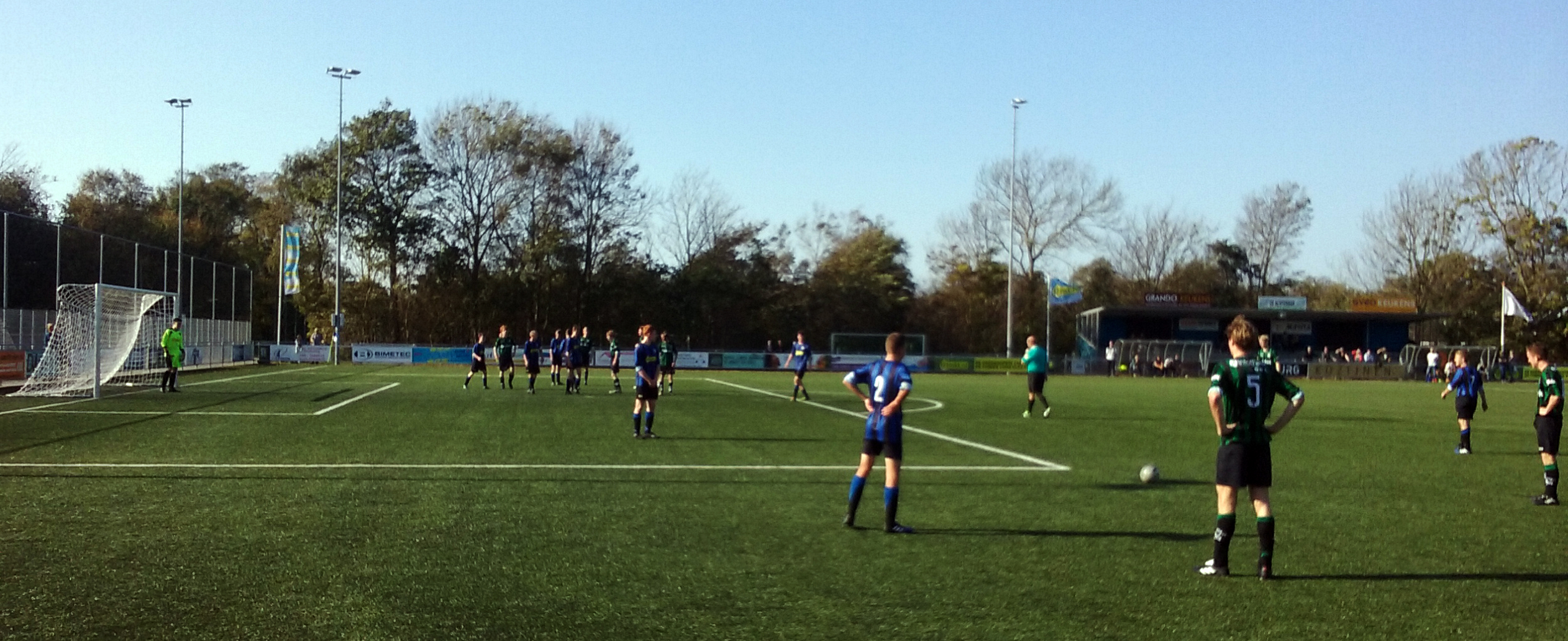
Het beloftenelftal van JVC in de Hoofdklasse C anno 2017.

Het beloftenelftal van JVC, komt anno 2018/19 uit in de Hoofdklasse C (zondag). In 1924 speelden de adspiranten van JVC in de Zesde klasse van de Noordhollandsche Voetbalbond.
In mei 1938 werden de adspiranten van JVC ongeslagen kampioen van hun afdeling. In 14 wedstrijden maakte ze 77 doelpunten, terwijl er slechts 5 doelpunten tegen gescoord werden. De ‘adspiranten’ werden later aangeduid als junioren, die werden ingedeeld van A- tot en met C-junioren. Het hoogste beloftenteam was JVC A1.
In 2016 heeft de KNVB besloten om de aanduidingen bij de jeugd te gaan veranderen. De A-junioren werden naar de internationaal gebruikelijke aanduidingen JO19 genoemd en het eerste beloftenelftal werd vanaf het seizoen 2016/17 JVC Onder 19 jaar, kortweg ook wel geschreven als JVC JO19-1.
In het seizoen 2019/20 werd de competitie door de Coronacrisis in Nederland afgebroken. JVC JO19 stond destijds op 12 maart op een achtste plaats.

#### Competitieresultaten
| ? 6F |

| ? 5E |

|  |

| 3 5M |

|  |

| 1 5R |

|  |

| 6 R |

|  |

| ? 1F |

|  |

| 3 3H |

|  |

| 9 2C |

| 3 2D |

|  |

| 1 2A |

|  |

| 7 2F |

| 5 2F |

| 4 2F |

|  |

| 4 1D |

| 8 1D |

|  |

|  |

|  |

| 1 2? |

| 1 1? |

| 10 C |

| 6 C |

| 9 C |

| 10 C |

|  |

| 8 A |

| Hoofdklasse KNVB   | Eerste klasse KNVB | Tweede klasse KNVB | Derde klasse KNVB     |
| Eerste klasse NHVB | Tweede klasse NHVB | Derde klasse NHVB  | Adspirantencompetitie |

In elke staaf van de grafiek staat van boven naar beneden vermeld: 
- Eindnotering

Dit is de positie die de club heeft bereikt in de competitie, zonder eventuele beslissings-, play-off- of nacompetitiewedstrijden die nodig zijn geweest om bijvoorbeeld de kampioen van de competitie te bepalen.
Indien een * achter het getal staat is de notering een tussenstand en kan het zijn dat de notering niet overeenkomt met de uiteindelijke eindstand van de competitie.
Staat er een - dan is het seizoen nog bezig en is er geen definitieve uitslag bekend.
Staat er xx op de positie van de notering, dan heeft de club vroegtijdig de competitie verlaten. Dit kan onder andere komen door terugtrekking van het team, faillissement van de club of door een uitgedeelde straf van de KNVB. In veel gevallen staat elders in het artikel de reden vermeld.
Staat er een ? dan is het resultaat uit het verleden onbekend, en is alleen de competitie of het niveau bekend van dat seizoen.
In de seizoenen 2019/20 en 2020/21 werd wegens de coronacrisis het amateurvoetbal afgebroken. Daardoor kennen deze staven geen eindklassering (middels -- weergegeven).
- Competitieniveau en afdelingsletter of Officiële eindstand Eredivisie
  - Competitieniveau en afdelingsletter

Hierbij geeft het getal het niveau weer, dat ook terug te vinden is in de legenda. De letter is de afdelingsaanduiding en wordt gebruikt wanneer er meer afdelingen zijn op hetzelfde niveau. De afdelingsletter is altijd een hoofdletter en wordt meestal zonder nummer gebruikt.
Voorbeeld: 2F is niveau 2e klasse competitie F.
Het competitieniveau en nummer wordt niet vermeld wanneer er slechts één competitie van dit niveau was.
  - Officiële eindstand Eredivisie (getal staat tussen haakjes vermeld)

Sinds de introductie van play-offwedstrijden voor Europees voetbal na afloop van de reguliere competitie in 2005/06, is de KNVB verplicht een eindstand van de Eredivisie door te geven aan de UEFA aan de hand van deze play-offwedstrijden.
Bij deze eindstand staan clubs die zich hebben gekwalificeerd voor Europees voetbal hoger dan clubs die zich niet wisten te kwalificeren. Indien er geen verschil was tussen de eindnotering en de officiële eindstand, staat dit getal niet vermeld.

- Onderafdeling

Hier staat afgekort de naam van de onderafdeling indien de club in dat jaar in een onderafdeling uitkwam. Tevens staat deze afkorting in de legenda en wordt gelinkt naar het artikel over deze onderafdeling. Deze afkorting wordt alleen vermeld wanneer de club in het verleden in verschillende onderafdelingen heeft gespeeld. Deze vermelding is in de staaf altijd in kleine letters. Deze onderafdelingen zijn na het seizoen 1995/96 afgeschaft. Heeft de club in slechts één onderafdeling gespeeld, dan is dit alleen terug te vinden in de legenda.
Onder de staaf staat het jaartal vermeld waarin het seizoen is afgesloten. 15 verwijst naar het seizoen 2014/15 of eventueel het seizoen 1914/15.
Wanneer een staaf leeg is, zijn deze gegevens niet bekend. Het kan ook zijn dat de club dat seizoen niet heeft meegespeeld op het hogere amateurniveau, vroegtijdig de competitie heeft verlaten of uit de competitie is gezet.

In het seizoen 1944/45 was er wegens de Tweede Wereldoorlog geen regulier competitievoetbal.

#### Erelijst beloften
- Kampioenschap KNVB Eerste klasse: 2015
- Kampioenschap KNVB Tweede klasse: 2014
- Kampioenschap NHVB Tweede klasse: 1980

## Jeugdafdeling
De jeugdafdeling speelt een belangrijke rol bij de aanwas van nieuwe spelers voor het eerste elftal. Door de bouw van nieuwe woonwijken is Julianadorp na 1970 sterk uitgebreid. Dit zorgde voor een flinke stijging van het aantal jeugdige leden. Wekelijks wordt er een 'Pupil van de Week' geselecteerd, die vervolgens door de club in het zonnetje wordt gezet. Op die manier motiveert de club de jeugdspelers enthousiast te blijven en zich goed door te ontwikkelen. De afdeling loopt van de F- tot de A-jeugd, plus enkele seniorenteams, waar jongere spelers geplaatst zijn. De jeugdteams spelen hun wedstrijden doorgaans op Sportpark Julianadorp. Hier wordt tevens getraind, hoewel er buiten het winterseizoen bij hoge uitzondering ook weleens op de lokale ijsbaan getraind wordt. Ook komen er af en toe professionele voetballers langs in Julianadorp om de jeugd te stimuleren, waaronder Edwin Zoetebier in 2002 en Mark de Vries in 2012. In het seizoen 2017/18 veroverde zowel JO8 en JO10 de KNVB districtsbeker. De bekendste spelers uit de jeugdafdeling van de club zijn Edwin Ariesen en Brian Leepel, die later respectievelijk voor Telstar en FC Emmen speelden.

## Zaalvoetbalafdeling
JVC heeft zich ook uitgebreid tot zaalvoetbal. Het zaalvoetbalteam komt in het seizoen 2017/18 uit in de Tweede klasse A (West 1) van de KNVB en wordt getraind door Orlando Minguel. De reserve-teams komen uit in de competities van de HZVO. In het seizoen 2018/19 werd JVC kampioen van de Tweede Klasse A. In het seizoen 2019/20 werd de competitie door de Coronacrisis in Nederland afgebroken. JVC stond destijds bij onderbreking na 16 speelrondes in de Eerste klasse op de eerste plaats met 7 punten voorsprong op achtervolger Limmen. Na een verzoek van het bestuur aan de KNVB, werd in juni 2020 alsnog een promotie naar de Hoofdklasse toegekend.

## Gehandicaptenafdeling
Bij aanvang van het seizoen 2017/18 werd op initiatief van Mevr. C. van der Linde een G-voetbalteam binnen de vereniging gestart voor mensen met een lichamelijke beperking of verstandelijke beperking. Het G-team houdt het voornamelijk bij de trainingen, maar er worden waar mogelijk ook wedstrijden gespeeld. Er wordt gestreefd met een volwaardig JVC G-team deel te nemen aan een competitie. Op 19 mei speelde het G-team op 19 mei 2018 op Sportpark Julianadorp haar eerste officieuze wedstrijd tegen VV KGB (2-8 verlies).

## Wandelvoetbalafdeling
Op initiatief van het Nationaal Ouderenfonds en de KNVB werd in het seizoen 2017/18 het wandelvoetbal geïntroduceerd in Noord-Holland, waarop de geïnteresseerde voetbalclub JVC zich ook besloot te laten opleiden tot wandelvoetbalvereniging. Onder leiding van wandelvoetbalspeler en teamleider Klaas Bijl spelen de Old-Stars van JVC met regelmaat wedstrijden.

## Sportcomplex

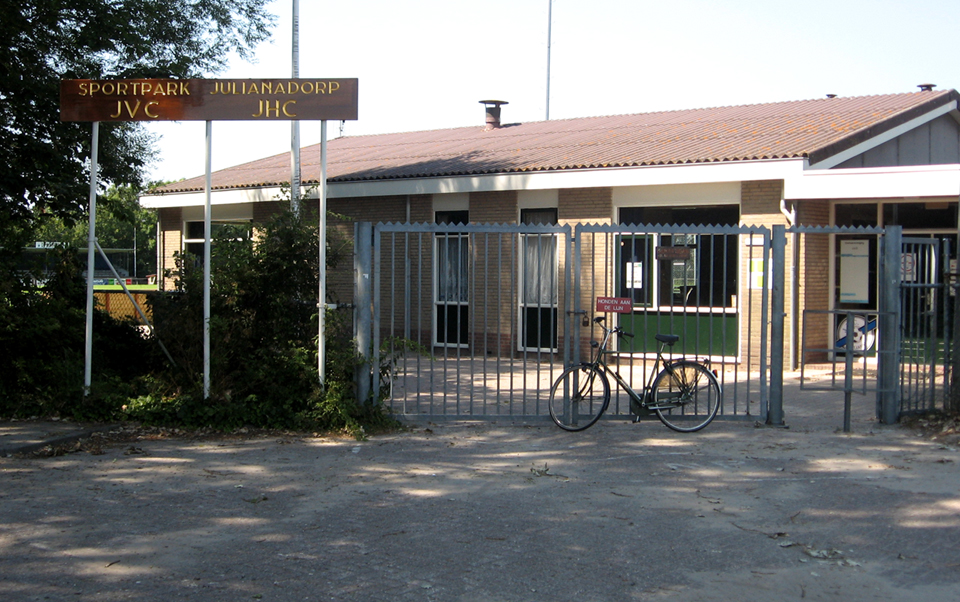
De hoofdingang van Sportpark Julianadorp.

De eerste wedstrijd werd gespeeld op een veldje aan de Van Foreestweg. In 1923 vond de JVC een nieuw geschikt speelveld op het grasland nabij zendingsgebouw De ster der Hope, nabij de Schoolweg, dat de vereniging voor een bescheiden bedrag kon huren en waar ongeveer dertig jaar werd gespeeld.
Over dit speelveld meldde de Heldersche Courant in 1923:

Dit veld waar in den beginne ook diverse fouten aan kleefden, werd door eendrachtige samenwerking der leeden gemaakt tot het huidige mooie terrein. Dit gebeurde steeds in de avonduren en wij zien nog de jongelui werken met schop, kruiwagen en paard en kar om de grond die hier te veel was, te brengen op de plaats waar deze te weinig was. Maar het kwam voor elkander en dat was hoofdzaak.

JVC speelt haar thuiswedstrijden op Sportpark Julianadorp, dat mede door steun van de Gemeente Den Helder werd gerealiseerd. Dit complex werd op 3 september 1960 geopend door de toenmalige burgemeester Gerrit Dirk Rehorst. In 1968 kwam er een tweede veld bij om op te spelen. Volgens de projecten in het dorpsplan van 1983 zou het sportcomplex uit het centrum van Julianadorp verdwijnen en in het Duinzoomgebied nabij Ooghduyne komen, maar het bestuur van JVC liet destijds weten graag in de dorpskern te willen blijven. Omdat de benodigde vier miljoen gulden niet direct beschikbaar was, bleek het plan voor de gemeente niet uitvoerbaar en kon JVC alsnog op het gemeentelijk terrein blijven voetballen. Later is een derde veld aangebracht op de locatie van een handbalveld. Het clubhuis werd op 24 mei 1968 in gebruik genomen en vernoemd naar Meester L. Tigchelaar, die als mede-oprichter veel voor de vereniging betekend heeft. Op de plaats waar nu het trainingsveld ligt, stond destijds tot 1985 de kantine. In 1985 werd de huidige kantine gebouwd, die in 2017 weer grondig werd gerenoveerd. In 2008 werd een modernisering van het complex aangekondigd met kunstgrasvelden. De eerste wedstrijd op het nieuwe kunstgrasveld werd gespeeld op 8 januari 2012 tegen een gelegenheidsteam van oud-spelers. In maart 2018 heeft JVC de Gouden Spatel voor beste sportkantine in de wacht gesleept en mag zich hiermee volgens de Heineken NV de beste sportkantine van 2017 uit de regio Noord-Holland noemen.

## JVC in de media

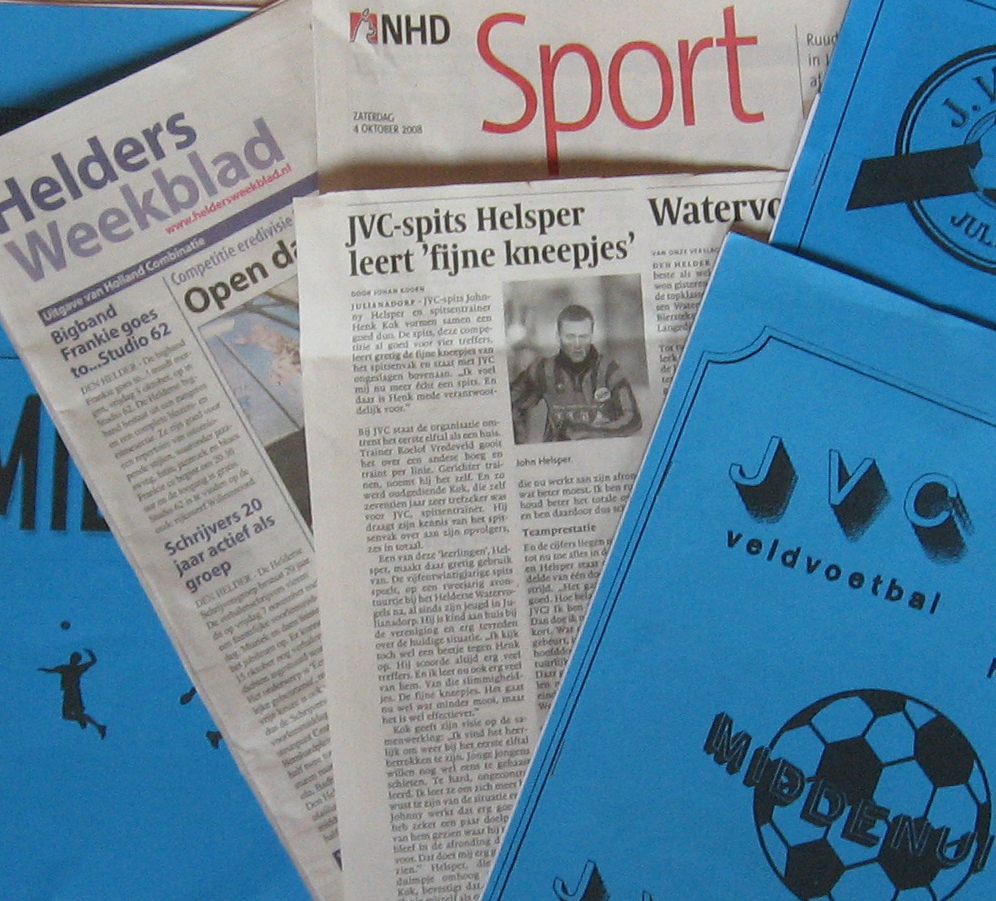
JVC in diverse bladen.

JVC communiceert op diverse manier met de leden, sponsors en andere belangstellenden. In een groot aantal regionale bladen wordt er regelmatig aandacht besteed aan de club. Het bekendste voorbeeld daarvan is het Noordhollands Dagblad (Helderse Courant) en voorheen ook de zondagskrant Den Helder op Zondag. Ook in de landelijke kranten kan men enkele keren de meest recente uitslagen terug vinden. Daarnaast verscheen tot 2015 wekelijks het clubblad 'Middenuit'. Het blad werd uitgebracht en toegezonden aan de leden van JVC en JHC. 
Verder communiceert JVC via haar internetsite. De website geeft onder andere ook actuele informatie over de achtergrondinformatie over de selecties en de club. Ook zijn hier diverse foto's te zien van evenementen en de spelers.

## Liefdadigheid
Samen met de stichting FreeKenia werkt JVC Julianadorp aan ontwikkelingsprojecten in Kenia. Met tijdelijke ondersteuning hoopt men dat de projecten op den duur zelf worden onderhouden door de lokale bevolking. De voetbalclub van Kochia is ook betrokken in deze samenwerking. JVC helpt de lokale club door financiële en materiële hulp aan te bieden, zoals onder meer het uitdelen van ingezamelde voetbalschoenen.

## Clubcultuur
Sinds de oprichting van JVC in 1921 behoren de leden niet tot een bepaalde sociale groep, maar staat de club open voor de gehele bevolking van Julianadorp. Wel toont ze het stempel van de eerste er zich vestigende generatie in het Oude dorp, waarvan de volkscultuur kan worden beschouwd als West-Fries. De eerste wedstrijden werden dan ook vriendschappelijk gespeeld tegen clubs van de Westfriesche Voetbalbond. De bevolking en de leden zijn echter wel gericht op Den Helder, dat voor velen ook 'hun stad' is. Evenwijdig aan de ontstaansgeschiedenis van Julianadorp, vindt men in de clubcultuur sinds de jaren 1970 ook andere invloeden van leden afkomstig uit alle delen van Nederland en leden afkomstig uit migrantengroepen, waarvan de Antillianen binnen de vereniging vooraanstaand zijn.
Traditioneel wordt elke kampioensploeg van JVC (eerste elftal, reserveteams, dames-, of jeugdteams) op een plattekar door het dorp gereden en gehuldigd.
Voor de senioren werd er jaarlijks tussen 2008 en 2014 in mei intern een clubtoernooi gehouden, waarin gestreden wordt om de 'Will Bennink Trofee', een prijs die vernoemd is naar Will Bennink, die tussen 1998 en 2014 in de functie van materiaalman in dienst was bij de club. Het Seniorenmixtoernooi om deze trofee luidde in mei het einde van het voetbalseizoen in.
Het JVC-thuisshirt wordt gekenmerkt door de verticale zwarte en blauwe banen over het shirt. In de jaren negentig verruilde de club tijdelijk haar blauw-zwarte strepen voor een lichtblauw shirt.

### Rivalen
Het ontbreekt JVC Julianadorp aan een echte klassieke rivaal. Onder de inwoners van Den Helder zijn sportief gezien de gemeentegenoten HCSC, FC Den Helder en MSV Zeemacht voornamelijk de belangrijkste opponenten. Bij een overwinning mag men zich de "Beste ploeg van de gemeente Den Helder" noemen. Bij deze derby's is er wel sprake van een gezonde rivaliteit. Sinds 2017 wordt er voorafgaand aan elk nieuw voetbalseizoen gespeeld om het Helders Kampi oenschap voetbal, een voetbaltoernooi waarbij vier Helderse ploegen strijden om de titel. Andere rivalen zijn ZAP (± 3,9 km), SV Kleine Sluis (± 6,1 km), Geel-Zwart '30 (± 10,9 km) en VV Callantsoog (± 10,7 km), omdat die hemelsbreed erg dicht bij Julianadorp liggen.

## Overzichtslijsten

### Lijst van topscorers per seizoen
Een overzicht van de topscorers in de NHVB en KNVB competities
- 1983/84:  Piet Oele (15)
- 1984/85:  Piet Oele (13)
- 1988/89:  Henk Kok (23)
- 1990/91:  Henk Kok (15)
- 1992/93:  Piet Oele (19)
- 1993/94:  Henk Kok (13)
- 1994/95:  Henk Kok (22)
- 1995/96:  Henk Kok (35)
- 1996/97:  Henk Kok (15)
- 1997/98:  Henk Kok (27)
- 1998/00:  Niet bekend (-)
- 2000/01:  Henk Kok (24)
- 2001/02:  Henk Kok (26)
- 2002/03:  Johnny Helsper (9)
- 2003/04:  Niet bekend (-)

- 2004/05:  Barry Zethof (6)
- 2005/06:  Bas Hendrix (17)
- 2006/07:  Jordy van Kesteren (6)
- 2007/08:  Johnny Helsper (15)
- 2008/09:  Johnny Helsper (14)
- 2009/10:  Bas Hendrix (14)
- 2010/11:  Bas Hendrix (16)
- 2011/12:  Bas Hendrix (8)
- 2012/13:  Patrick Beens (51)
- 2013/14:  Patrick Beens (27)
- 2014/15:  Mark Dalmeijer (11)
- 2015/16:  Bas Hendrix (11)
- 2016/17:  Patrick Beens (11)
- 2017/18:  Jonard Bernardina (6)
- 2018/19:  Rick Schop (12)

- 2019/20:  Patrick Beens (13)[noot 5]
- 2020/21:  Rick Schop (3)
- 2021/22:  Rick Schop (14)
- 2022/23:  Rick Schop (12)

### Lijst van hoofdtrainers

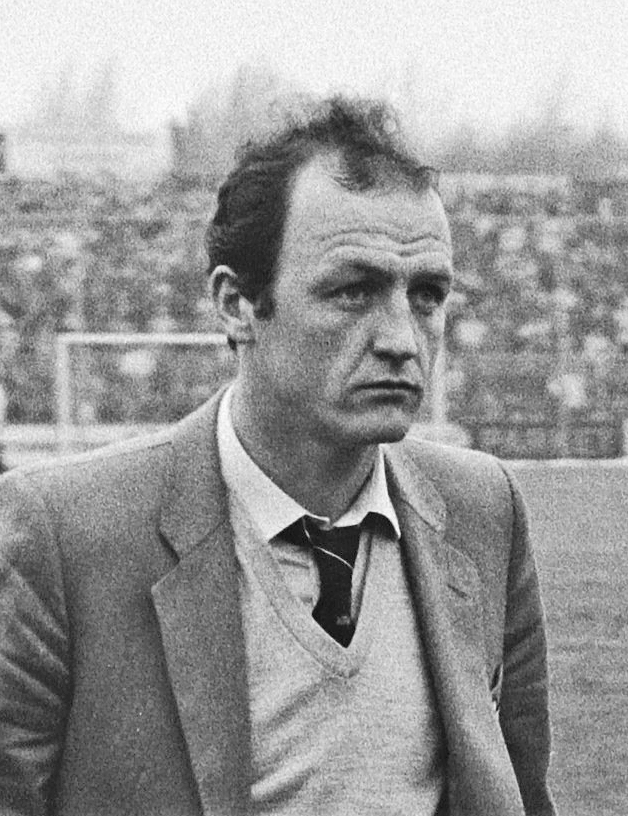
David Loggie, hoofdtrainer van JVC tussen 1994 en 1998.

JVC heeft sinds haar oprichting vele trainers gekend. In de beginjaren hadden de elftallen min of meer teamleiders, maar vanaf 1937 werkte het eerste elftal van de voetbalvereniging met aangestelde hoofdtrainers, waarvan de voormalig betaald voetballer David Loggie in Nederland de meeste bekendheid geniet.
| - 1937-1944: Wil Zuidema - 1944-1964: Barend de Boer - 1964-1969: Piet van Dok - 1969-1971: Anton van der Zwet - 1971-1975: Wout Hufkens - 1975-1979: Herman den Hollander - 1979-1982: Wim Oele - 1982-1984: Luc Post - 1984-1985: Max van der Kerkhof - 1985-1987: Wout Hufkens - 1987-1989: Fred Kanne | - 1989-1993: Gerrit Boerman - 1993-1994: Ruud van de Kerkhof - 1994-1998: David Loggie - 1998-2004: Marius Privée - 2004-2007: Remy Zoer - 2007-2009: Roelof Vredeveld - 2009-2011: Jan Loew - 2011-2020: Ben de Visser - 2020-2024: Jitze Bosma - 2024-heden: Jordi van Beek |

### Lijst van ereleden en leden van verdienste

#### Ereleden
| - Mr. L. Tichelaar - C. Bregman - C. Heijblok - K. Minnes - R. Smit - H. Hendriks | - M. Heijblok - J. van den Nieuwenhuizen - H. Wesseling - F. Izaksson - W. van der Spree |

#### Leden van verdienste
| - Dr. J.A. Swaters - N. Springveld - K. Hoornsman - A. van der Zwet - J. Oele - N. Schilder - G. Heijblok-Appel - H. Hendriks - P. Dekker | - J. Wolthuis - J. van Zanten - T. Haasnoot - T. Wittenberg - R. van Kempen - P. van Mullem - M. van der Weide - P. Zonneveld - M. Duin |

### Lijst van bondsspelers
Hieronder volgt een lijst van alle JVC-spelers die ooit tijdens hun verblijf bij de club uitkwamen voor het Noordhollands voetbalelftal, het bondselftal van de NHVB. Achter de spelersnamen staan tussen haakjes de jaartallen aangegeven van de periode waarin de desbetreffende bondsspeler uit kwam voor het bondselftal.
- Jan Gortzak (1939)
- Piet Hoornsman (1952-1954)
- Jan Blaauboer (1954)
- Lou van der Haag (1961-1964)
- Han van Mullum (1980)